# Autopoiética Tour
El Autopoiética Tour es una gira de la cantante chilena Mon Laferte en apoyo a su octavo álbum de estudio Autopoiética (2023). La gira fue anunciada el 4 de diciembre de 2023 a través de sus redes sociales oficiales. La gira inició el 29 de febrero de 2024 en Puebla, y está programada a culminar el 23 de mayo de 2025 en Napa.

## Antecedentes y desarrollo
El 4 de diciembre de 2023, posterior al lanzamiento de Autopoiética, Laferte anuncia su gira bautizada bajo el nombre de su más reciente trabajo discográfico, visitando México, Argentina, Uruguay, Chile, Colombia, Guatemala y Estados Unidos durante el año 2024. La cantante mencionaría que esta gira sería distinta pues, a diferencia de sus anteriores espectáculos, estaría recorriendo sus ocho trabajos discográficos, dando a conocer su versión más evolucionada y madura.
Durante 2024, Laferte anunciaría conciertos para el segundo semestre del mismo año y comienzos del próximo, incluyendo destinos nuevos como Puerto Rico y su regreso a México.

## Fechas
| Fecha           | Ciudad              | País           | Recinto                              | Telonero        |
| 2024            | 2024                | 2024           | 2024                                 | 2024            |
| Latinoamérica   | Latinoamérica       | Latinoamérica  | Latinoamérica                        | Latinoamérica   |
| --------------- | ------------------- | -------------- | ------------------------------------ | --------------- |
| 29 de febrero   | Puebla              | México         | Auditorio GNP Seguros                | ―               |
| 3 de marzo      | Toluca              | México         | Teatro Morelos                       | ―               |
| 6 de marzo      | Querétaro           | México         | Auditorio Josefa Ortiz de Domínguez  | ―               |
| 8 de marzo      | Monterrey           | México         | Auditorio citiBanamex                | ―               |
| 10 de marzo     | Tijuana             | México         | Audiorama El Trompo                  | ―               |
| 15 de marzo     | Mérida              | México         | Foro GNP Seguros                     | ―               |
| 20 de marzo     | Guadalajara         | México         | Auditorio Telmex                     | ―               |
| 21 de marzo     | Ciudad de México    | México         | Palacio de los Deportes              | ―               |
| 2 de abril      | Montevideo          | Uruguay        | Antel Arena                          | ―               |
| 4 de abril      | Buenos Aires        | Argentina      | Movistar Arena                       | ―               |
| 6 de abril      | Rosario             | Argentina      | Metropolitano                        | ―               |
| 8 de abril      | Antofagasta         | Chile          | Estadio Sokol                        | ―               |
| 10 de abril     | Santiago            | Chile          | Movistar Arena                       | ―               |
| 12 de abril     | Concepción          | Chile          | SurActivo                            | ―               |
| 16 de abril     | Lima                | Perú           | Multiespacio Costa 21                | ―               |
| 18 de abril     | Quito               | Ecuador        | Coliseo Rumiñahui                    | ―               |
| 20 de abril     | Bogotá              | Colombia       | Movistar Arena                       | ―               |
| 21 de abril     | Medellín            | Colombia       | Teatro Metropolitano                 | ―               |
| 23 de abril     | San José            | Costa Rica     | Estadio Nacional                     | ―               |
| 25 de abril     | Tegucigalpa         | Honduras       | Nacional de Ingenieros Coliseum      | ―               |
| 27 de abril     | Ciudad de Guatemala | Guatemala      | Fórum Majadas                        | ―               |
| 30 de abril     | Managua             | Nicaragua      | Polideportivo Alexis Argüello        | ―               |
| Norteamérica    |                     |                |                                      |                 |
| 2 de mayo       | Rosemont            | Estados Unidos | Rosemont Theatre                     | Ximena Sariñana |
| 5 de mayo       | Boston              | Estados Unidos | Orpheum Theatre                      | Ximena Sariñana |
| 7 de mayo       | Nueva York          | Estados Unidos | The Theatre at MSG                   | Ximena Sariñana |
| 9 de mayo       | Atlanta             | Estados Unidos | Coca Cola Roxy                       | Ximena Sariñana |
| 10 de mayo      | Lake Buena Vista    | Estados Unidos | House of Blues Orlando               | Ximena Sariñana |
| 12 de mayo      | Miami Beach         | Estados Unidos | The Fillmore Miami Beach             | Ximena Sariñana |
| 15 de mayo      | McAllen             | Estados Unidos | Performing Arts Center               | Ximena Sariñana |
| 16 de mayo      | Austin              | Estados Unidos | Moody Amphitheater                   | Ximena Sariñana |
| 17 de mayo      | Sugar Land          | Estados Unidos | Smart Financial Centre               | Ximena Sariñana |
| 19 de mayo      | Irving              | Estados Unidos | The Pavilion at Toyota Music Factory | Ximena Sariñana |
| 21 de mayo      | El Paso             | Estados Unidos | El Paso County Coliseum              | Ximena Sariñana |
| 24 de mayo      | San Francisco       | Estados Unidos | The Masonic                          | Ximena Sariñana |
| 25 de mayo      | Inglewood           | Estados Unidos | Kia Forum                            | Ximena Sariñana |
| 26 de mayo      | San Diego           | Estados Unidos | Gallagher Square at Petco Park       | Ximena Sariñana |
| 28 de mayo      | Phoenix             | Estados Unidos | Arizona Financial Theatre            | Ximena Sariñana |
| 31 de mayo      | Seattle             | Estados Unidos | Paramount Theatre                    | ―               |
| 2 de junio      | Napa                | Estados Unidos | Napa Valley Expo                     | Festival        |
| Europa          |                     |                |                                      |                 |
| 6 de julio      | Galicia             | España         | Monte do Gozo                        | Festival        |
| 8 de julio      | Berlín              | Alemania       | Theater des Westens                  | ―               |
| 10 de julio     | París               | Francia        | Olympia                              | ―               |
| 11 de julio     | Ámsterdam           | Países Bajos   | Melkweg                              | ―               |
| 12 de julio     | Londres             | Reino Unido    | Electric Brixton                     | ―               |
| 15 de julio     | Zúrich              | Suiza          | Kaufleuten                           | ―               |
| 18 de julio     | Estocolmo           | Suecia         | Berns                                | ―               |
| 21 de julio     | Fuengirola          | España         | Marenostrum Fuengirola               | ―               |
| 23 de julio     | Barcelona           | España         | Razzmatazz                           | ―               |
| 25 de julio     | Madrid              | España         | Riviera                              | ―               |
| 26 de julio     | Madrid              | España         | Riviera                              | ―               |
| 28 de julio     | Lanuza              | España         | Auditorio Natural de Lanuza          | Festival        |
| 29 de julio     | Valencia            | España         | Jardín de Vivers                     | ―               |
| Latinoamérica   |                     |                |                                      |                 |
| 8 de septiembre | Zacatecas           | México         | Teatro del Pueblo                    | Festival        |
| 5 de octubre    | Ciudad Juárez       | México         | Hipódromo Ciudad Juárez              | Festival        |
| 19 de octubre   | Tijuana             | México         | Explanada Plaza Monumental           | Festival        |
| 23 de octubre   | Ciudad de México    | México         | Auditorio Nacional                   | ―               |
| 26 de octubre   | Guadalajara         | México         | Auditorio Benito Juárez              | Festival        |
| 31 de octubre   | León                | México         | Poliforum                            | ―               |
| 2 de noviembre  | San Luis Potosí     | México         | El Domo                              | ―               |
| 24 de noviembre | Viña del Mar        | Chile          | Anfiteatro de la Quinta Vergara      | ―               |
| 26 de noviembre | Ciudad de Panamá    | Panamá         | Centro de Convenciones Figali        | ―               |
| 28 de noviembre | San Salvador        | El Salvador    | Complejo Deportivo Cuscatlán         | ―               |
| 30 de noviembre | San Juan            | Puerto Rico    | Coca-Cola Music Hall                 | ―               |
| 2025            |                     |                |                                      |                 |
| Latinoamérica   |                     |                |                                      |                 |
| 12 de enero     | Mérida              | México         | Plaza Grande                         | Festival        |
| 15 de febrero   | Heredia             | Costa Rica     | Centro de Eventos Pedregal           | Festival        |
| 1 de marzo      | Guadalajara         | México         | Plaza Bicentenario CCU               | Festival        |
| 16 de marzo     | Ciudad de México    | México         | Estadio GNP Seguros                  | Festival        |
| 18 de marzo     | Sao Paulo           | Brasil         | Tokio Marine Hall                    | ―               |
| 21 de marzo     | Buenos Aires        | Argentina      | Hipódromo de San Isidro              | Festival        |
| 22 de marzo     | Santiago            | Chile          | Parque Bicentenario                  | Festival        |
| 30 de marzo     | Bogotá              | Colombia       | Parque Metropolitano Simón Bolivar   | Festival        |
| 4 de abril      | Monterrey           | México         | Parque Fundidora                     | Festival        |
| 16 de mayo      | Hermosillo          | Mexico         | Explanada de las Estrellas           |                 |
| Norteamérica    |                     |                |                                      |                 |
| 23 de mayo      | Napa                | Estados Unidos | Napa Valley Expo                     | Festival        |